# Atlanta (Illinois)
Atlanta város az USA Illinois államában, Logan megyében. Lakosainak száma 1669 fő (2020. április 1.).

## Népesség
A település népességének változása:

| 2010 | 1 692 |
| 2020 | 1 669 |